# Alkoven
Alkoven este o comună situată în districtul Eferding, regiunea Hausruckviertel, Austria Superioară.

## Istoric
În timpul celui de-al doilea război mondial a funcționat în castelul din localitate Centrul de exterminare Hartheim⁠(en)[traduceți], în care au fost uciși peste 30.000 de oameni, în special în cadrul Operațiunii T4.